# Köprülü (Savur)
Köprülü ist ein Dorf im Landkreis Savur der türkischen Provinz Mardin. Köprülü liegt etwa 30 km nordöstlich der Provinzhauptstadt Mardin und 22 km südlich von Savur. Köprülü hatte laut der letzten Volkszählung 114 Einwohner (Stand Ende Dezember 2009).